# Kátai Róbert
Kátai Róbert (ROBBY D.) (Kiskunfélegyháza, 1968. május 11. –) magyar táncos, énekes

## Élete
Édesanyja kisiparosként dolgozott, így nagyszülei nevelték, akik sokat utaztak a nagypapa miatt[pontosabban?]. Az állomások között volt Kaposvár, Székesfehérvár, Nyíregyháza, és Pécs is, így iskolai éveit mindig más-más helyen folytatta. Az általános iskola 3. évében úgy döntött, hogy megpróbálkozik a focizással.
Ezt követően az 5. osztályban átkerült a Pécsi MSC-be, ahol leigazolták és megkezdődött a profi munka. Általános iskola után felvételt nyert egy sportgimnáziumba, a Komarovba. Ez az év hozta meg az egyik nagy változást életében ugyanis „rossz magaviselete” miatt (nem nagyon jött ki az edzőjével) kirúgták a Pécsi foci csapatból. Időközben elköltözött Székesfehérvárra, ahol megalapította az első Break Dance Klubot.
Nem sokkal ezután megalakult a Free Style névre hallgató csapat Robi és barátja, Halász Zsolt személyében. Sorra nyerték a versenyeket a párbajokat minden szórakozóhelyen ők léptek fel a saját műsorukkal. Országosan is elismert táncosok lettek, szerepeltek a Thália Színház Gálvölgyi Show-jában mint az Országos Break táncbajnokok. Rendszeresen edzett különböző színházi balettórákon, járt a Földi Béla és Fincza Erika-féle jazztánc-órákra, megszerezte az artista vizsgát is.
Ezután egy külföldi lehetőséget kihasználva Olaszországba utazott, ahol akrobatikus duett számokat adott elő. Ezután Németországban majd Ausztriában is szerződést kaptak. A következő állomás Budapest volt a Citadella show.
Ezzel egy időben kereste meg Zoltán Erika és Ernyey Béla munkalehetőséggel. Erika annak idején döntötte el, hogy új táncosok illetve koreográfus után néz, Ernyey pedig egy akkor induló TV Show-hoz keresett koreográfust.

## Diszkográfia
- 1996: Végre megtaláltam őt
- 1997: Mr. Hóember

## Külső hivatkozások
- Erika C. Dance Stars
- Warner Music Hungary[halott link]
- Allmusic.hu Archiválva 2006. március 20-i dátummal a Wayback Machine-ben